# Route A9 (Lettonie)
Pour les articles homonymes, voir A9 et Route A9.
La route A9 (Autoceļš A9) est une  route nationale de Lettonie reliant Riga à Liepāja. Elle mesure 199,3 km.

## Tracé
- Brīvkalni (lv)
- Annenieki
- Biksti (lv)
- Blīdene (lv)
- Brocēni
- Saldus
- Skrunda
- Grobiņa
- Liepāja